# Bijin

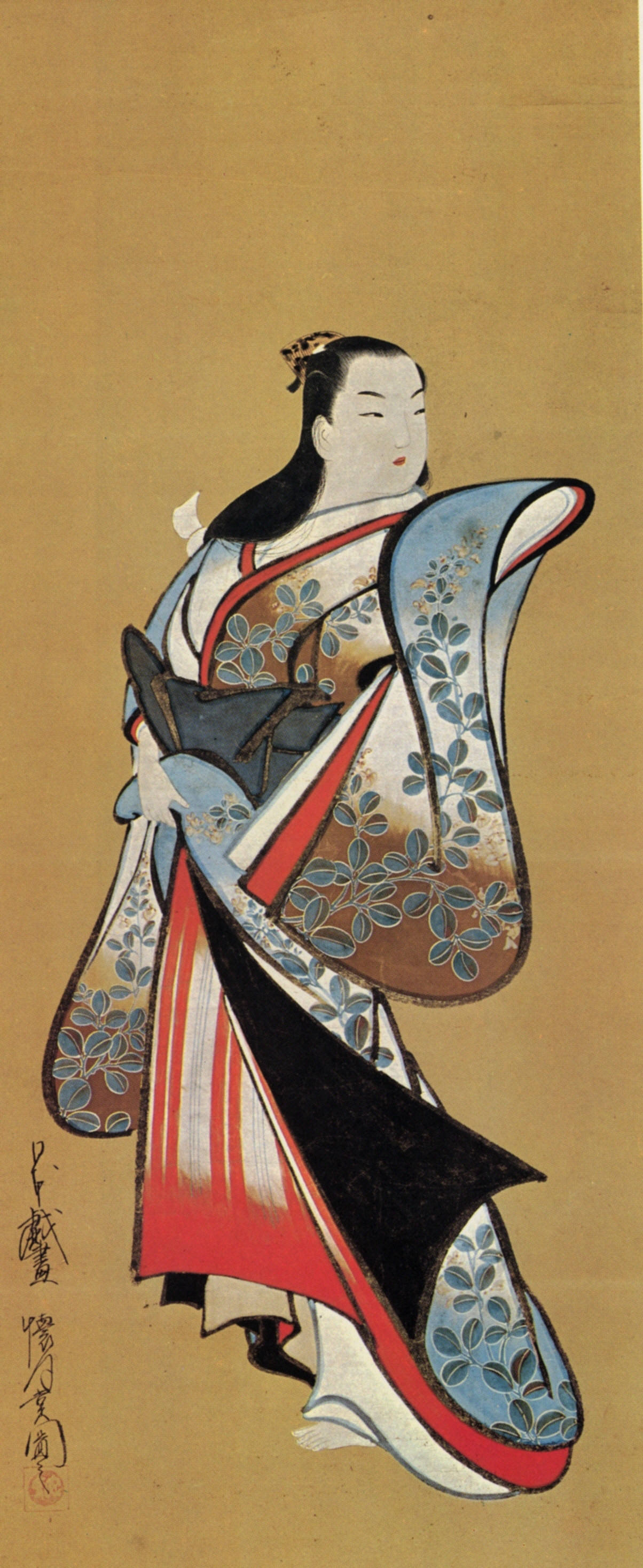
Bijin de Kaigetsudo Ando.

Bijin (美人) est un terme japonais d'étymologie chinoise (chinois : 美人 ; pinyin : měirén) signifiant littéralement « belle personne » et désignant plutôt les belles femmes Bijo (美女).

## Sens de l'expressionbijin
Si le sens de (py : měi ; jap. : 美術 romaji : bi) est beau ou belle (utilisé également dans le terme beaux-arts ch. trad. : 美術 ; ch. simp. : 美术 ; py : měishù ; jap. : 美術 romaji : bijutsu), associé a une personne, il est utilisé spécifiquement pour les femmes.
On peut aussi le traduire simplement par le mot « beauté ».
Les bijin sont en général belles et harmonieuses, parées de beaux vêtements, parfois charmantes.
Aujourd'hui, le terme bijo est utilisé pour désigner une jolie femme, qui pourrait facilement rentrer dans le milieu du divertissement (actrices, modèles, idol).

## Lesbijindans l'art japonais
S'il s'agit bien d'un mot japonais, on le rencontre cependant fréquemment dans des textes dans d'autres langues (français ou anglais en particulier), associé à la description d'une forme particulière de l'estampe japonaise ukiyo-e, le bijin-ga, littéralement, « la peinture de jolies femmes », dont l'un des grands maîtres fut Utamaro.
Jusqu'au début du XXe siècle, où la photogravure, grâce aux procédés d'industrialisation dit Talbot-Klič, créée en 1878, commence à remplacer peu à peu les techniques de gravure d'art, les bijin-ga étaient très populaires.

## Lesbijinles plus célèbres
Akita, situé dans l'île de Honshū, au nord du Japon, est célèbre pour ses « bijin d'Akita », ainsi appelées du fait de leur visage arrondi, de leur peau claire, et de leur voix haut perchée. Ono no Komachi, la fameuse poétesse, qui comptait au nombre des trente-six poètes immortels du Japon, était une beauté d'Akita.
Fukuoka, la plus grande ville de l'ile de Kyūshū, au sud du Japon, se flatte également d'une importante population de bijin.
Certaines des modèles préférés d'Utamaro sont restées des bijin célèbres ; dans leurs rangs, on compte Naniwaya Okita, la courtisane Hanaōgi, de la maison Ōgiya, ou encore Tomimoto Toyohina ou Takashima Ohisa.